# فارشتاين
فارشتاين (بالألمانية: Warstein) هي بلدة ألمانية تقع في Soest في ألمانيا. يقدر عدد سكانها بـ 27,669 نسمة .

## المدن التوأمة
مدن فورتسن، سان بول سور تيرنويس، Pietrapaola و Hebden Royd هي مدن توأمة لفارشتاين.

## أعلام
- سفين كولر
- يان لينارد شتروف